# NGC 3006
NGC 3006 (другие обозначения — MCG 7-20-55, ZWG 210.37, NPM1G +44.0144, KUG 0946+442, PGC 28235) — линзообразная галактика (S0) в созвездии Большая Медведица.
Этот объект входит в число перечисленных в оригинальной редакции «Нового общего каталога».
Вокруг галактики было обнаружено слабое протяжённое излучение нейтрального водорода.